# 이다촌 (미에현 미나미무로군)
이다촌(井田村)은 일본 미에현 미나미무로군에 설치되었던 촌이다. 현재의 기호정의 일부에 해당한다.